# Смит, Роберт Бернс
Роберт Бёрнс Смит (англ. Robert Burns Smith; 29 декабря 1854, Хикмен, Кентукки — 16 ноября 1908, Калиспелл, Монтана) — американский политик, демократ. Занимал пост третьего губернатора Монтаны с 1897 по 1901 год.

## Биография
Смит родился на ферме в округе Хикман, штат Кентукки. Получил образование в местной школе. В возрасте двадцати лет он закончил обучение в средней школе в Милберне, штат Кентукки, затем преподавал в этой школе в течение одного года. Переехав в Чарльстон, штат Миссури, в сентябре 1876 года, он был избран директором Чарльстонской классической академии до июня 1877 года.
В июне 1877 года Смит начал изучать юриспруденцию у полковника Эдварда Кросслэнда в Мэйфилде, штат Кентукки. В октябре он был принят в коллегию адвокатов в Мэйфилде и начал заниматься юридической практикой. Он женился на Кэтрин Кроссленд, у них родилось двое детей.
Смит переехал в Диллон, штат Монтана, и занимался юридической практикой с сентября 1882 по 1889 год. Затем он переехал в Хелену, штат Монтана, и основал юридическое партнёрство с Сэмюэлем Вордом. Он был членом Конституционного собрания штата 1884 года, окружным прокурором США с 1885 по 1889 год и городским прокурором Хелены в 1890 году.
Смит победил на выборах в ноябре 1896 года и занимал пост губернатора Монтаны с 1897 по 1901 год. Во время пребывания на посту было начато строительство новой столицы штата и проложены дороги. При его губернаторстве были созданы Государственный университет в Миссуле, Государственный сельскохозяйственный колледж в Бозмене и школа в Диллоне. Когда срок его полномочий закончился, он вернулся к своей юридической практике в Бьютте.
Пять лет спустя ухудшение здоровья вынудило Смита переехать на восточный берег озера Флэтхед, где он занялся садоводством. Он умер 16 ноября 1908 года и похоронен на мемориальном кладбище Конрада, Калиспелл, округ Флэтхед, штат Монтана.